# Мајмунске богиње и сексуалност
Мајмунске богиње и сексуалност је тема у многим средствима јавног информисања, од када се ова заразна болест појавила у 75 земаља у 16.000 пријавњених случајева (крај јула 2022), са пет смртних исхода, јер је међу случајевима инфекције утврђено да она посебно напада људе у оквиру породице или неке заједнице (попут ЛГБТ+ заједнице у Великој Британији код које је потврђено да међу хомосексуалним и бисексуалним мушкарцима има нешто више погођених болешћу у односу на друге заједнице).
Како су неки случајеви у неколико земаља идентификовани кроз клинике за сексуално здравље у заједницама хомосексуалаца, бисексуалаца и других мушкараца који имају секс са мушкарцима (посебно код оних који имају секс са више сексуалних партнера), тек наредне студије треба да докажу и/или оповргну  да ризик од мајмунских богиња није ограничен само на мушкарце који имају секс са мушкарцима...јер према ставу СЗО свако ко има близак контакт са неким ко је заразан је у опасности.  Међутим, с обзиром на то да се вирус идентификује у овим заједницама нешто учесталије, даље истраживање о мајмунским богињама требало би да  помогне да се открије да ли посоји неки специфичнији ланац преношења међу поједниним заједницама и осигура да што мање људи буде погођено болешчу и да се епидемија може успешно зауставити.

## Опште информације
Мајмунске богиње које се дешавају у неким земљама у којима се вирус обично не налази, у нешто већем броју појавиле су се у заједницама хомосексуалаца, бисексуалаца и других мушкараца који имају секс са мушкарцима.  Трансродне особе и људи различити по полу такође могу бити рањивији у контексту тренутне епидемије.
Мајмунске богиње се могу пренети на неку особу ако имате близак физички контакт са неким ко показује симптоме.  Ово укључује додиривање и блиски контакт лицем у лице. Мајмунске богиње се могу ширити током блиског контакта кожа на кожу током секса, укључујући љубљење, додиривање, орални и продорни секс са неким ко има симптоме.  
Иако се од мајмунских богиња може заразити свако, без обзира на сексуалну оријентацију, јер се болест преноси блиским контактом са особама са симптомима, геј, бисексуалци и други мушкарци који имају секс са мушкарцима идентификовани су као ризична група.
Начин преношења
Вирус мајмунских богиња се преноси са животиње на човека, или са човека на човека директним преносом (угризом или огреботином, контактом са телесним течностима или материјалом лезије, путем капљица респираторног тракта, сексуални контакт је такође могући пут преноса) или индиректним преносом (конзумирање недовољно термички обрађеног меса, преко контаминираних предмета или контаминиране одеће или постељине). Пренос са човека на човека је путем капљица из респираторног тракта обично захтева продужени контакт лицем у лице са оболелом особом. Пренос мајмунских богиња је могућ и преко плаценте са мајке на фетус или приликом блиског контакта током и након порођаја.

## Заштитита
У мере заштите спадају:
- Изолација заражених пацијената, било у здравственим установама или кућним условима, праћење и надзор над контактима.
- Избегавање контакта кожа на кожу или лице у лице, укључујући сексуални контакт са свима који имају симптоме
- Спроводити редовну хигијену руку након контакта са зараженим животињама или инфицираним људима, прање руку сапуном и водом или коришћење средства за дезинфекцију руку на бази алкохола.
- Сва храна која садржи животињско месо мора бити адекватно термички обрађена пре употребе у исхрани.
- Носити маску ако сте у блиском контакту са неким са симптомима

У порукама СЗО о мајмунским богињама, Тедрос Адханом Гебрејесус је рекао да се епидемија може зауставити, али да људи у заједници у којој се најчешће преноси - геј и бисексуални мушкарци, и други мушкарци који имају секс са мушкарцима - треба да узимају ризик озбиљно и предузму кораке да се заустави ширење заразе.

## Супротстављени ставовови
Пошто се мајмунским богињама често зарази директним контактом, када се једном унесу у заједницу, већа је вероватноћа да ће се оне проширити кроз ту заједницу међу онима који су у блиском контакту једни са другима - на пример, унутар домаћинства или међу сексуалним партнерима. За сада није јасно зашто постоји већи проценат случајева међу геј мушкарцима.
Неки истраживачи сматрају да се то дешава јер је инфекција унета у мрежу геј и бисексуалних мушкараца и других мушкараца који имају секс са мушкарцима, и зато се међу овим особама јавља  већи број  случајева.
Постоји теорија да је повратак потражњеза међународним путовањима откако су ублажена блокада након пандемије ковина 19, могао играти улогу у почетном ширењу.
Али пренос са особе на особу који се последњих недеља дешава у земљама изван западне и централне Африке је нов.
Научници истражују да ли је инфекција унета комбинацијом појединачних преноса или, да ли су такозвани догађаји „супер-ширења”, попут фестивала, можда довели до тога да је више људи заражено у исто време.
Неки лекару сматрају да је проактивно ангажовање геј мушкараца у услугама сексуалног здравља можда довело до тога да се дијагностикује више случајева међу хомосексуалцима.
Док струка у потпуности на изучи епидемиологију ове болести свака стигматизација људи због било које  болести никада није у реду.  За сада важи став СЗО да свакомможе добити или пренети мајмунске богиње, без обзира на своју сексуалност.

## Превенција
Националним и поднационалним здравственим властима препоручује се да активно раде са релевантним цивилним друштвом и организацијама у заједници како би осигурале да су погођене заједнице адекватно информисане и оснажене да се заштите од болести.  Ово укључује комуникацију на релевантном и културно одговарајућем језику и употребу комуникацијских канала које користе њихови чланови.
Хаиме Гарсија-Иглесиас, социолог са Универзитета Единбург који је проучавао како су AIDS и ковид-19 утицали на одређене заједнице, каже...да постоји „значајан ризик” да стигма „поново исплива на површину” и да би могла спречити људе да потраже потребну помоћ.
Светска здравствена организација блиско сарађује са Заједничким програмом Уједињених нација за ХИВ/АИДС (УНАИДС), МПАЦТ Глобалном акцијом за здравље и права хомосексуалаца и других заинтересованих страна како би се залагала за примену приступа заснованог на доказима и људским правима у превенцији, дијагностици и  лечење ХИВ-а, вирусног хепатитиса и других сексом преносивих болести, укључујући и мајмунске богиње, као и за праћење учинка и утицаја ове примене у пракси.